# Blink: Den intuitiva intelligensen
Blink: Den intuitiva intelligensen (engelsk originaltitel: Blink: The Power of Thinking Without Thinking) är en bok av den engelsk-kanadensiske författaren och journalisten Malcolm Gladwell från 2005. Boken presenterar i populärvetenskaplig form forskning från psykologi och beteendeekonomi gällande omedvetna processer som fungerar snabbt och automatiskt med lite information.